# Ilse Daus
Ilse „Sili“ Daus (geboren 31. Januar 1911 in Wien, Österreich-Ungarn als Ilse Kantor; gestorben 2000 in Israel) war eine österreichisch-israelische Buchillustratorin.

## Leben

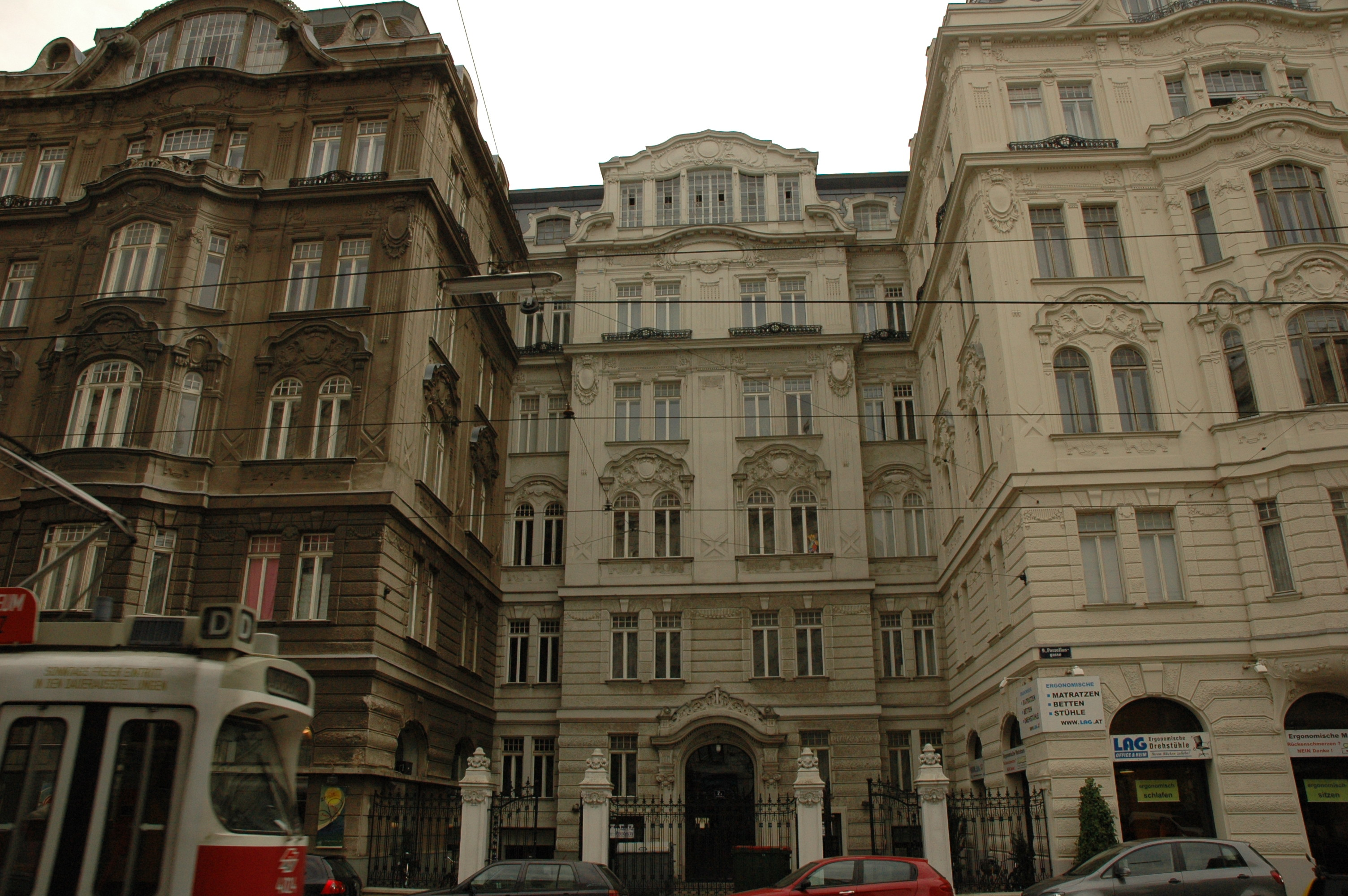
Friedrich und Ilse Kantors Geburtshaus in der Wiener Porzellangasse 7a.

Ilse Kantors Eltern Alfred Kantor (1874–1931) und Therese Berg (1878–1941) stammten aus deutsch-jüdischen Prager Familien. Alfred war als leitender Angestellter einer Prager Spiritusfabrik zur Filiale nach Wien versetzt worden, wo Therese eine Filiale der elterlichen Selchwarenproduktion leitete und wo sie Ende des Jahres 1900 heirateten. Ilse war die jüngere Schwester des späteren Schriftstellers Friedrich Torberg, der sein Pseudonym aus dem Namen der Eltern ableitete. Ihre ältere Schwester Sidonie („Sidi“) (1902–1941) und ihre Mutter wurden am 3. November 1941 in das Ghetto Litzmannstadt deportiert, wo sie umgekommen sind.
Nach dem Ersten Weltkrieg war die Familie 1921 zurück nach Prag gezogen, wo Ilse Kunstgewerbe- und Kunstgeschichtekurse besuchte. Zwischen 1926 und 1927 nahm sie Unterricht an der École des Beaux Arts in Tours und führte später als Kunsthandwerkerin in Prag eine Werkstatt für modische Lederwaren. Für den Bruder tippte sie 1935 den Roman Die Mannschaft. Roman eines Sport-Lebens in Reinschrift.
Nach der deutschen Besetzung der Tschechoslowakei am 15. März 1939 emigrierte sie im Oktober 1939 nach Palästina, wobei sie eine Prager Kindergruppe über Wien und Triest nach Haifa begleitete. Dort lebte sie im Kibbuz Chefziba und bekam eine Stelle als Kunsterzieherin am „Oranim Lehrerseminar“ in Kirjat Tiw’on im Norden Israels. Sie erhielt Aufträge zur Illustration von Schul-, Lese- und Kinderbüchern. Das von ihr 1945 illustrierte Kleinkinderbuch Bo elai, parpar neḥmad von Fania Bergstein sollte eine Auflage von über 500.000 Exemplaren erreichen.
In Israel heiratete sie den Komponisten Avraham Daus, der 1933 aus Deutschland emigrieren musste und seit 1936 in Palästina lebte. Sie haben zwei Töchter, Tamar und Tirsa.

## Schriften
- Fania Bergstein: Bo elai, parpar neḥmad, Tel-Aviv. Hotsaʼat ha-Ḳibuts ha-meʼuḥad. 712 [1951 or 1952] (hebräisch). Bildergeschichten über die Tiere und Sachen in einem landwirtschaftlichen Kibbutz.
- Ilse Daus: Friedrich Torberg – Elternhaus, Kindheit und Jugend, 17-seitiges Typoscript 1988 (Nachweis bei David Axmann)